# Elaphurus davidianus
Il cervo di Padre David o cervo milu (Elaphurus davidianus, Milne-Edwards, 1866) è un mammifero della famiglia Cervidae originario delle zone subtropicali acquitrinose cinesi, estinto in natura da circa 8 secoli. 

## Descrizione
Il cervo di Padre David ha una coda lunga, grandi zoccoli e palchi ramificati in modo molto particolare, la prima punta, spesso più lunga dell'asta principale, si protrae all'indietro, contrariamente a quella degli altri cervidi.
Il nome cinese di questo cervide (麋鹿, in pinyin sì bú xiàng) si traduce con «le quattro diversità» perché si diceva che questi animali avessero le corna di un cervo, il collo di un cammello, le zampe di una mucca e la coda di un asino. Ha la coda più lunga tra tutti i cervidi. D'estate gli esemplari adulti hanno un mantello color rosso acceso con una striscia dorsale scura. D'inverno invece prevale una colorazione di un tono grigio chiaro. I giovani sono maculati.
Il peso dell'esemplare adulto può raggiungere 150-200 kg. La vita dura fino a 23 anni.

## Biologia
Ha abitudini semiacquatiche ed è un abile nuotatore.
Si nutre sia di erba che di piante acquatiche. 
Dopo una gestazione della durata di nove mesi, la femmina dà alla luce uno o due piccoli i quali raggiungono la maturità a circa 14 mesi. 

## Storia
Nel XIX secolo gli europei scoprirono questi animali grazie a Padre Armand David, un missionario francese che operava in Cina. In quegli anni, l'unica piccola mandria sopravvissuta si trovava nel parco imperiale di Pechino. Padre David riuscì a far arrivare in Europa alcuni reperti (pelli e trofei) grazie ai quali il milu fu classificato. Successivamente alcuni esemplari vivi furono inviati in vari paesi europei. A causa di una esondazione prima, che causò una fuga di animali, poi mangiati dalla popolazione in difficoltà, e poi delle truppe europee e giapponesi che durante la rivolta dei Boxer fecero carne da macello degli esemplari sopravvissuti, il cervo di Padre David si estinse nella sua terra natale.

## Conservazione
Attualmente l'intera popolazione di cervi milu discende da 18 esemplari, l'intero numero di animali presenti in Europa, che vennero raggruppati nel parco dell'abbazia di Woburn Abbey, dove, unico in Europa, il duca di Bedford era riuscito a riprodurre questo cervo. Nel 1986, 39 cervi furono reintrodotti in Cina, nella riserva di Dafeng. Attualmente, gli esemplari censiti sarebbero circa 2000, 500 dei quali in Cina.
Dal punto di vista genetico, la specie non sembra soffrire il cosiddetto collo di bottiglia tipico delle specie animali con pochi esemplari sopravvissuti.
La specie è relativamente comune negli zoo e in alcune riserve di caccia, in Europa, Stati Uniti e Sud America è addirittura cacciata, seppure con abbattimenti strettamente gestiti e limitati.